# Ushuaia
Ushuaia (ejtsd: IPA: [usˈwajːa], „uszuajja”) Argentína Tűzföld tartományának székhelye. Általában ezt tekintik a világ legdélebbi városának. Tűzföld fő szigetének a déli partján, egy öbölben fekszik. Északról a Martial-hegység öleli körül, délről pedig a Beagle-csatorna vize határolja.

## Földrajza
Ushuaia a Beagle-csatorna északi partján fekszik, a déli parton már chilei terület van. A várost dél kivételével a többi irányból hegyek övezik, tőle északnyugatra található a Lago Roca nevű tó, északra pedig a hosszan elnyúló Fagnano-tó. Repülőtere, a Malvinas Argentinas repülőtér a várostól délre, egy félszigeten helyezkedik el.
Ushuaia a világ legdélibb városi jellegű települése, bár a chilei Puerto Williams 2000 főt számláló faluja még délebbre helyezkedik el.

## Története

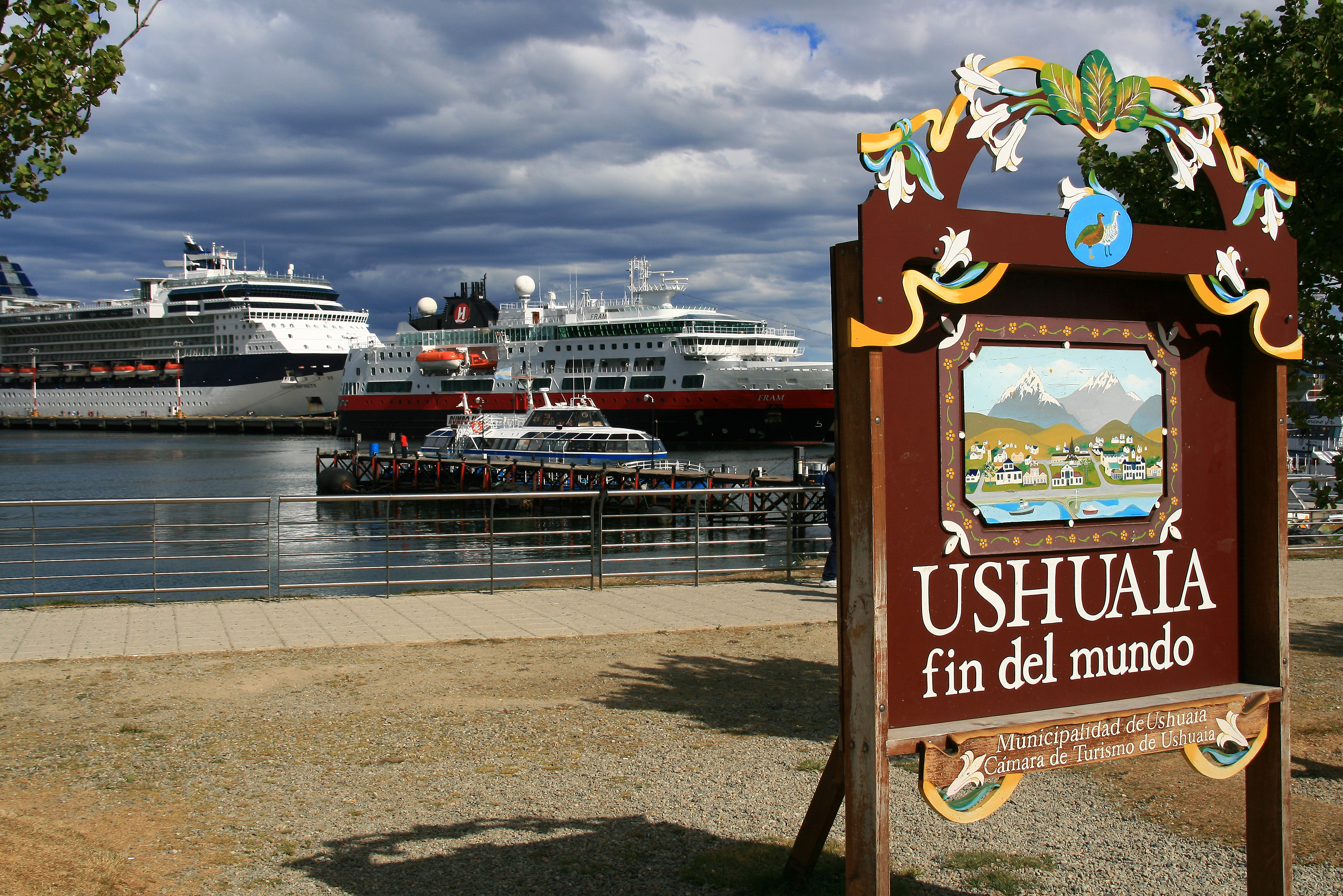

A környéken a selknam (ona) és a jamana indiánok telepedtek le. A selknamok a vidéknek a Karukinka nevet adták. Az európaiak először 1580-ban, Pedro Sarmiento de Gamboa útja során találkoztak velük, majd a következő századokban többször is idevetődött néhány külföldi. A telepesekkel történő benépesítés a 19. század végén kezdődött meg, amikor aranyat kezdtek kitermelni. Bár 1881-ben még 2500-ra becsülték a selknamok számát, ez a népcsoport hamarosan szinte teljesen eltűnt. Az utolsó ember, aki még beszélte az ősi selknam nyelvet, 1974-ben hunyt el. A város mai neve azonban a jamana indiánok nyelvéből származik, jelentése az értelmezések szerint ’mély öböl’ vagy ’öböl a háttérben’. Az elszigetelt jamana vagy jagán nyelv utolsó beszélője 2022-ben hunyt el 93 évesen.
1884 szeptemberében az Augusto Laserre nevű hajó vezetésével ide érkezett az argentín haditengerészet felfedezőegysége, akik október 12-én kitűzték zászlójukat az Ushuaia-öböl partján. Azóta is ezt a dátumot ünneplik a város megalapításának napjaként. 1885. június 27-én egy elnöki rendelet a települést Tűzföld tartomány fővárosává tette.
Több próbálkozás után az argentin kormány egy börtönt épített fel az Államok-szigeten, amely 1902-ben az Ushuaia melletti Golondrina-öböl mellé települt át. A börtön végül 1947-ben szűnt meg, létesítményeit felhasználva 1950-ben megszületett az ushuaiai Almirante Berisso nevű tengerészeti bázis.

## Időjárás
A városban sarkvidéki óceáni éghajlat uralkodik, de a tél nem különösebben hideg. A legmelegebb hónap a január: ilyenkor átlagosan 13-14 °C-ra emelkedik fel a hőmérséklet. A téli hónapokban 2-3°C az átlagosnak mondható hőmérséklet. Egy évben átlagosan 206 felhős, valamint 146 csapadékos nap van. A páratartalom mindig magas, 80% körül mozog. A nyár szeles, felhős. Télen gyakori a hó, az ónos eső és a záporeső. A hóvihar sem ritka jelenség.
| Hónap | Jan. | Feb. | Már. | Ápr. | Máj. | Jún. | Júl. | Aug. | Szep. | Okt. | Nov. | Dec. | Év  |
| --- | ---- | ---- | ---- | ---- | ---- | ---- | ---- | ---- | ----- | ---- | ---- | ---- | --- |
| Átlagos max. hőmérséklet (°C) | 13,6 | 13,5 | 12,1 | 9,6  | 6,5  | 4,6  | 4,1  | 5,3  | 8,0   | 10,3 | 11,7 | 13,2 | 9,4 |
| Átlaghőmérséklet (°C) | 9,3  | 9,2  | 7,7  | 5,6  | 3,2  | 1,7  | 1,2  | 2,1  | 4,0   | 6,1  | 7,6  | 8,9  | 5,5 |
| Átlagos min. hőmérséklet (°C) | 5,3  | 5,2  | 4,0  | 2,3  | 0,0  | −1,4 | −1,7 | −1,0 | 0,5   | 2,3  | 3,5  | 4,9  | 2,0 |
| Forrás: Datos bioclimáticos de Ushuaia (spanyol nyelven). Arquinstal. [2018. március 6-i dátummal az eredetiből archiválva]. (Hozzáférés: 2017. október 10.) |      |      |      |      |      |      |      |      |       |      |      |      |     |

## Gazdaság
Fő gazdasági tevékenysége a halászat, a földgáz és a kőolaj-kitermelés, juhtenyésztés és az ökoturizmus. Ushuaia ipari szektora a Grundig Renacer elektronikai gyár, mely az egyik legnagyobb Patagóniában.

## Idegenforgalom
Turisztikai látványosságai közé tartozik a Tűzföld Nemzeti Park és a Lapataia-öböl. A park a 3-as főúton közelíthető meg. Évekig börtönkolónia működött itt. A vadvilág látnivalói közé tartoznak az itt élő pingvinek, fókák, és kardszárnyú delfinek. 